# Urbit
A Urbit é uma plataforma de servidor pessoal descentralizada  com o objetivo de "reinicializar a computação"  e "construir uma nova Internet em cima da internet antiga". A plataforma procura desconstruir o modelo cliente-servidor em favor de uma rede federada de servidores pessoais em uma rede peer-to-peer com uma identidade digital consistente.
A pilha de software da Urbit consiste em um conjunto de linguagens de programação  ("Hoon," uma linguagem de programação funcional, e "Nock," sua linguagem compilada de baixo nível); um sistema operacional de funcão única construído sobre estas linguagens  ("Arvo"); um endereço de espaço pessoal, construído na blockchain do Ethereum, para cada instância do sistema operacional participar na rede decentralizada ("Azimuth"); e a própria rede decentralizada, um protocolo criptografado , peer-to-peer rodando sobre o User Datagram Protocol.
A plataforma Urbit foi concebida e desenvolvida pela primeira vez em 2002 por Curtis Yarvin . É um projeto de código aberto que está sendo desenvolvido pela Tlon Corporation, que Yarvin fundou com John Burnham, um Thiel Fellow, em 2013, apesar de Burnham retirar-se em 2014. A empresa recebeu sementes de financiamento de vários investidores desde a sua criação, o mais notavel foi o Peter Thiel, cujo Founders Fund, com empresa de capital de risco Andreessen Horowitz, investiu US$ 1,1 milhões em 2013.
A plataforma é conhecida por ser complicada e obscura , como consequência de suas abordagens. Também está enterrada em controvérsia devido às opiniões de seu criador, Curtis Yarvin, e sua associação com o Iluminismo das Trevas .

## Política e controvérsia
A reputação de Yarvin resultou na considerável controvérsia da Urbit em eventos públicos e conferências, mais notavelmente no LambdaConf 2016, quando a inclusão de Yarvin no evento resultou em cinco oradores e três patrocinadores retirando sua participação em resposta. Yarvin já havia rescindido seu convite para a conferência Strange Loop 2015, com o organizador da conferência observando que "sua mera inclusão e/ou presença ofuscaria o conteúdo de sua palestra".
O código-fonte e os esboços de projeto do projeto fizeram várias alusões que correspondem às visões de Yarvin, incluindo a classificação inicial dos usuários como "lordes", "duques" e "condes". Yarvin e Tlon rejeitam quaisquer associações ideológicas para o projeto, com o CEO da Tlon, Galen Wolfe-Pauly, respondendo que "os princípios de Urbit são muito palatáveis ... estamos interessados em dar às pessoas sua liberdade". Andrea O'Sullivan, da Reason, comentou que "quando você analisa os valores subjacentes que guiam o sistema, um ethos bastante libertário começa a emergir".
Depois de dezessete anos de trabalho no projeto Urbit, Yarvin deixou a Tlon em 2019.